# فخرآباد (سیرجان، دو)
فخرآباد۲ روستایی در دهستان شریف‌آباد بخش مرکزی شهرستان سیرجان استان کرمان ایران است.

## جمعیت
بر پایه سرشماری عمومی نفوس و مسکن در سال ۱۳۹۵ جمعیت این مکان ۴۷ نفر (۲۰خانوار) بوده‌است.